# Anisodes flavipuncta
Anisodes flavipuncta là một loài bướm đêm trong họ Geometridae.